# Fed Cup 2015 Zona Euro-Africana
La Zona Euro-Africana (Europe/Africa Zone) è una delle 3 divisioni zonali nell'ambito della Fed Cup 2015.
Essa è a sua volta suddivisa in tre gruppi (Gruppo I, Gruppo II, Gruppo III) formati rispettivamente da 14, 8 e 17 squadre, inserite in tali gruppi in base ai risultati ottenuti l'anno precedente. Questi tre gruppi sono vere e proprie categorie aventi un rapporto gerarchico fra di loro, equivalenti rispettivamente al terzo, quarto e quinto livello di competizione.
Il Gruppo III della zona Euro-Africana è l'ultima categoria nell'ordine, pertanto in tale categoria non sono previste retrocessioni.

## Gruppo I
- Sede: SYMA Rendezvény és kongresszusi központ, Budapest, Ungheria (cemento indoor)
- Periodo: 4-7 febbraio

Le 14 squadre sono inserite in quattro gironi (Pool) da quattro squadre ciascuno (con uno da tre). Le quattro squadre classificatesi al primo posto di ciascun girone prendono parte a degli spareggi per stabilire le due nazioni che ottengono il diritto di partecipare agli spareggi per il Gruppo Mondiale II e quindi tentare la promozione al Gruppo Mondiale II.

Le quattro squadre classificatesi all'ultimo posto di ciascun girone prendono parte ai playout per evitare la retrocessione.

### Gruppi
|   | Pool A (Dettagli) | Serbia (bandiera) | Ungheria (bandiera) | Austria (bandiera) |
| 1 | Serbia (2-0)      |                   | 2-1                 | 3-0                |
| 2 | Ungheria (1-1)    | 1-2               |                     | 3-0                |
| 3 | Austria (0-2)     | 0-3               | 0-3                 |                    |

|   | Pool B (Dettagli)   | Regno Unito (bandiera) | Turchia (bandiera) | Ucraina (bandiera) | Liechtenstein (bandiera) |
| 1 | Gran Bretagna (2-1) |                        | 1-2                | 3-0                | 3-0                      |
| 2 | Turchia (2-1)       | 2-1                    |                    | 1-2                | 3-0                      |
| 3 | Ucraina (2-1)       | 0-3                    | 2-1                |                    | 3-0                      |
| 4 | Liechtenstein (0-3) | 0-3                    | 0-3                | 0-3                |                          |

|   | Pool C (Dettagli) | Bielorussia (bandiera) | Georgia (bandiera) | Bulgaria (bandiera) | Portogallo (bandiera) |   |                | Pool D (Dettagli) | Croazia (bandiera) | Belgio (bandiera) | Israele (bandiera) | Lettonia (bandiera) |
| 1 | Bielorussia (3-0) |                        | 3-0                | 3-0                 | 2-1                   | 1 | Croazia (3-0)  |                   | 2-1                | 3-0               | 2-1                |                     |
| 2 | Georgia (2-1)     | 0-3                    |                    | 2-1                 | 2-1                   | 2 | Belgio (2-1)   | 1-2               |                    | 3-0               | 3-0                |                     |
| 3 | Bulgaria (1-2)    | 0-3                    | 1-2                |                     | 3-0                   | 3 | Israele (1-2)  | 0-3               | 0-3                |                   | 2-1                |                     |
| 4 | Portogallo (0-3)  | 1-2                    | 1-2                | 0-3                 |                       | 4 | Lettonia (0-3) | 1-2               | 0-3                | 1-2               |                    |                     |

### Spareggi promozione
| Bielorussia 2 | SYMA, Budapest, Ungheria 7 febbraio 2014 cemento indoor | SYMA, Budapest, Ungheria 7 febbraio 2014 cemento indoor       | Gran Bretagna 0 |     |   |             |
| \| \| \| \| 1 \| 2 \| 3 \| \| \| - \| \| ------------------------------------------------------------- \| --- \| --- \| - \| ----------- \| \| 1 \| \| Ol'ga Govorcova Johanna Konta \| 6 0 \| 6 1 \| \| \| \| 2 \| \| Viktoryja Azaranka Heather Watson \| 6 4 \| 6 1 \| \| \| \| 3 \| \| Viktoryja Azaranka / Ol'ga Govorcova Jocelyn Rae / Anna Smith \| \| \| \| non giocato \| |                                                         |                                                               |                 |     |   |             |
| |                                                         |                                                               | 1               | 2   | 3 |             |
| 1 | Bielorussia (bandiera) · Gran Bretagna (bandiera)       | Ol'ga Govorcova Johanna Konta                                 | 6 0             | 6 1 |   |             |
| 2 | Bielorussia (bandiera) · Gran Bretagna (bandiera)       | Viktoryja Azaranka Heather Watson                             | 6 4             | 6 1 |   |             |
| 3 | Bielorussia (bandiera) · Gran Bretagna (bandiera)       | Viktoryja Azaranka / Ol'ga Govorcova Jocelyn Rae / Anna Smith |                 |     |   | non giocato |

| Serbia 2 | SYMA, Budapest, Ungheria 7 febbraio 2014 cemento indoor | SYMA, Budapest, Ungheria 7 febbraio 2014 cemento indoor     | Croazia 0 |     |     |             |
| \| \| \| \| 1 \| 2 \| 3 \| \| \| - \| \| ----------------------------------------------------------- \| --- \| --- \| --- \| ----------- \| \| 1 \| \| Ivana Jorović Ana Konjuh \| 6 3 \| 2 6 \| 7 5 \| \| \| 2 \| \| Aleksandra Krunić Donna Vekić \| 6 1 \| 6 1 \| \| \| \| 3 \| \| Ivana Jorović / Aleksandra Krunić Darija Jurak / Ana Konjuh \| \| \| \| non giocato \| |                                                         |                                                             |           |     |     |             |
| |                                                         |                                                             | 1         | 2   | 3   |             |
| 1 | Serbia (bandiera) · Croazia (bandiera)                  | Ivana Jorović Ana Konjuh                                    | 6 3       | 2 6 | 7 5 |             |
| 2 | Serbia (bandiera) · Croazia (bandiera)                  | Aleksandra Krunić Donna Vekić                               | 6 1       | 6 1 |     |             |
| 3 | Serbia (bandiera) · Croazia (bandiera)                  | Ivana Jorović / Aleksandra Krunić Darija Jurak / Ana Konjuh |           |     |     | non giocato |

### Spareggi 5º/8º posto
| Turchia 2 | SYMA, Budapest, Ungheria 7 febbraio 2014 cemento indoor | SYMA, Budapest, Ungheria 7 febbraio 2014 cemento indoor           | Georgia 1 |     |     |  |
| \| \| \| \| 1 \| 2 \| 3 \| \| \| - \| \| ----------------------------------------------------------------- \| --- \| --- \| --- \| \| \| 1 \| \| Başak Eraydın Mariam Bolkvadze \| 3 6 \| 3 6 \| \| \| \| 2 \| \| İpek Soylu Ekaterine Gorgodze \| 2 6 \| 6 0 \| 6 1 \| \| \| 3 \| \| Çağla Büyükakçay / İpek Soylu Oksana Kalašnikova / Sofia Šapatava \| 4 6 \| 6 4 \| 6 4 \| \| |                                                         |                                                                   |           |     |     |  |
| |                                                         |                                                                   | 1         | 2   | 3   |  |
| 1 | Turchia (bandiera) · Georgia (bandiera)                 | Başak Eraydın Mariam Bolkvadze                                    | 3 6       | 3 6 |     |  |
| 2 | Turchia (bandiera) · Georgia (bandiera)                 | İpek Soylu Ekaterine Gorgodze                                     | 2 6       | 6 0 | 6 1 |  |
| 3 | Turchia (bandiera) · Georgia (bandiera)                 | Çağla Büyükakçay / İpek Soylu Oksana Kalašnikova / Sofia Šapatava | 4 6       | 6 4 | 6 4 |  |

| Ungheria 3 | SYMA, Budapest, Ungheria 7 febbraio 2014 cemento indoor | SYMA, Budapest, Ungheria 7 febbraio 2014 cemento indoor          | Belgio 0 |      |   |        |
| \| \| \| \| 1 \| 2 \| 3 \| \| \| - \| \| ---------------------------------------------------------------- \| --- \| ---- \| - \| ------ \| \| 1 \| \| Anna Bondár Alison Van Uytvanck \| \| \| \| w/o \| \| 2 \| \| Réka-Luca Jani Kirsten Flipkens \| 2 6 \| 7 65 \| \| ritiro \| \| 3 \| \| Anna Bondár / Dalma Gálfi Kirsten Flipkens / Alison Van Uytvanck \| \| \| \| w/o \| |                                                         |                                                                  |          |      |   |        |
| |                                                         |                                                                  | 1        | 2    | 3 |        |
| 1 | Ungheria (bandiera) · Belgio (bandiera)                 | Anna Bondár Alison Van Uytvanck                                  |          |      |   | w/o    |
| 2 | Ungheria (bandiera) · Belgio (bandiera)                 | Réka-Luca Jani Kirsten Flipkens                                  | 2 6      | 7 65 |   | ritiro |
| 3 | Ungheria (bandiera) · Belgio (bandiera)                 | Anna Bondár / Dalma Gálfi Kirsten Flipkens / Alison Van Uytvanck |          |      |   | w/o    |

### Spareggio 9º/10º posto
| Bulgaria 0 | SYMA, Budapest, Ungheria 7 febbraio 2014 cemento indoor | SYMA, Budapest, Ungheria 7 febbraio 2014 cemento indoor      | Ucraina 2 |     |   |             |
| \| \| \| \| 1 \| 2 \| 3 \| \| \| - \| \| ------------------------------------------------------------ \| --- \| --- \| - \| ----------- \| \| 1 \| \| Viktorija Tomova Kateryna Kozlova \| 4 6 \| 0 6 \| \| \| \| 2 \| \| Dia Evtimova Elina Svitolina \| 2 6 \| 3 6 \| \| \| \| 3 \| \| Dia Evtimova / Viktorija Tomova Ol'ga Savčuk / Lesja Curenko \| \| \| \| non giocato \| |                                                         |                                                              |           |     |   |             |
| |                                                         |                                                              | 1         | 2   | 3 |             |
| 1 | Bulgaria (bandiera) · Ucraina (bandiera)                | Viktorija Tomova Kateryna Kozlova                            | 4 6       | 0 6 |   |             |
| 2 | Bulgaria (bandiera) · Ucraina (bandiera)                | Dia Evtimova Elina Svitolina                                 | 2 6       | 3 6 |   |             |
| 3 | Bulgaria (bandiera) · Ucraina (bandiera)                | Dia Evtimova / Viktorija Tomova Ol'ga Savčuk / Lesja Curenko |           |     |   | non giocato |

### Spareggi retrocessione
| Liechtenstein 0 | SYMA, Budapest, Ungheria 7 febbraio 2014 cemento indoor | SYMA, Budapest, Ungheria 7 febbraio 2014 cemento indoor                                | Portogallo 2 |     |   |             |
| \| \| \| \| 1 \| 2 \| 3 \| \| \| - \| \| -------------------------------------------------------------------------------------- \| ---- \| --- \| - \| ----------- \| \| 1 \| \| Kathinka von Deichmann Maria João Koehler \| 3 6 \| 0 6 \| \| \| \| 2 \| \| Stephanie Vogt Michelle Larcher de Brito \| 67 7 \| 5 7 \| \| \| \| 3 \| \| Stephanie Vogt / Kathinka von Deichmann Maria João Koehler / Michelle Larcher de Brito \| \| \| \| non giocato \| |                                                         |                                                                                        |              |     |   |             |
| |                                                         |                                                                                        | 1            | 2   | 3 |             |
| 1 | Liechtenstein (bandiera) · Portogallo (bandiera)        | Kathinka von Deichmann Maria João Koehler                                              | 3 6          | 0 6 |   |             |
| 2 | Liechtenstein (bandiera) · Portogallo (bandiera)        | Stephanie Vogt Michelle Larcher de Brito                                               | 67 7         | 5 7 |   |             |
| 3 | Liechtenstein (bandiera) · Portogallo (bandiera)        | Stephanie Vogt / Kathinka von Deichmann Maria João Koehler / Michelle Larcher de Brito |              |     |   | non giocato |

| Austria 1 | SYMA, Budapest, Ungheria 7 febbraio 2014 cemento indoor | SYMA, Budapest, Ungheria 7 febbraio 2014 cemento indoor                   | Lettonia 2 |     |     |  |
| \| \| \| \| 1 \| 2 \| 3 \| \| \| - \| \| ------------------------------------------------------------------------- \| --- \| --- \| --- \| \| \| 1 \| \| Julia Grabher Jeļena Ostapenko \| 2 6 \| 1 6 \| \| \| \| 2 \| \| Barbara Haas Diāna Marcinkēviča \| 6 0 \| 2 6 \| 6 0 \| \| \| 3 \| \| Julia Grabher / Sandra Klemenschits Diāna Marcinkēviča / Jeļena Ostapenko \| 5 7 \| 3 6 \| \| \| |                                                         |                                                                           |            |     |     |  |
| |                                                         |                                                                           | 1          | 2   | 3   |  |
| 1 | Austria (bandiera) · Lettonia (bandiera)                | Julia Grabher Jeļena Ostapenko                                            | 2 6        | 1 6 |     |  |
| 2 | Austria (bandiera) · Lettonia (bandiera)                | Barbara Haas Diāna Marcinkēviča                                           | 6 0        | 2 6 | 6 0 |  |
| 3 | Austria (bandiera) · Lettonia (bandiera)                | Julia Grabher / Sandra Klemenschits Diāna Marcinkēviča / Jeļena Ostapenko | 5 7        | 3 6 |     |  |

### Verdetti
- Bielorussia e Serbia accedono ai play-off per il Gruppo Mondiale II.
- Austria e Liechtenstein retrocedono nel Gruppo II per il 2016.

## Gruppo II
- Sede: Tere Tennisekeskus, Tallinn, Estonia (cemento indoor - plexipavé)
- Data: 4-7 febbraio

Le 8 squadre sono suddivise in due gironi (Pool) da quattro squadre ciascuno. La prima classificata di ciascuno dei due gironi gioca uno spareggio contro la seconda dell'altro girone per stabilire le due promozioni al Gruppo I. La terza classificata di ciascun girone disputa uno spareggio contro la quarta dell'altro girone per stabilire le retrocessioni.

### Gruppi
|   | Pool A (Dettagli)          | Sudafrica (bandiera) | Estonia (bandiera) | Egitto (bandiera) | Bosnia ed Erzegovina (bandiera) |   |                   | Pool B (Dettagli) | Slovenia (bandiera) | Finlandia (bandiera) | Irlanda (bandiera) | Lussemburgo (bandiera) |
| 1 | Sudafrica (3-0)            |                      | 2-1                | 3-0               | 2-1                             | 1 | Slovenia (3-0)    |                   | 3-0                 | 2-1                  | 3-0                |                        |
| 2 | Estonia (2-1)              | 1-2                  |                    | 2-1               | 3-0                             | 2 | Finlandia (2-1)   | 0-3               |                     | 2-1                  | 3-0                |                        |
| 3 | Egitto (1-2)               | 0-3                  | 1-2                |                   | 2-1                             | 3 | Irlanda (1-2)     | 1-2               | 1-2                 |                      | 2-1                |                        |
| 4 | Bosnia ed Erzegovina (0-3) | 1-2                  | 0-3                | 1-2               |                                 | 4 | Lussemburgo (0-3) | 0-3               | 0-3                 | 1-2                  |                    |                        |

### Spareggi promozione
| Sudafrica 2 | Tere Tennisekeskus, Tallinn, Estonia 7 febbraio 2014 cemento indoor (plexipavé) | Tere Tennisekeskus, Tallinn, Estonia 7 febbraio 2014 cemento indoor (plexipavé) | Finlandia 0 |     |   |             |
| \| \| \| \| 1 \| 2 \| 3 \| \| \| - \| \| ----------------------------------------------------------------- \| --- \| --- \| - \| ----------- \| \| 1 \| \| Chanel Simmonds Piia Suomalainen \| 6 2 \| 6 4 \| \| \| \| 2 \| \| Chanelle Scheepers Ella Leivo \| 6 2 \| 6 0 \| \| \| \| 3 \| \| Ilze Hattingh / Michelle Sammons Piia Suomalainen / Roosa Timonen \| \| \| \| non giocato \| |                                                                                 |                                                                                 |             |     |   |             |
| |                                                                                 |                                                                                 | 1           | 2   | 3 |             |
| 1 | Sudafrica (bandiera) · Finlandia (bandiera)                                     | Chanel Simmonds Piia Suomalainen                                                | 6 2         | 6 4 |   |             |
| 2 | Sudafrica (bandiera) · Finlandia (bandiera)                                     | Chanelle Scheepers Ella Leivo                                                   | 6 2         | 6 0 |   |             |
| 3 | Sudafrica (bandiera) · Finlandia (bandiera)                                     | Ilze Hattingh / Michelle Sammons Piia Suomalainen / Roosa Timonen               |             |     |   | non giocato |

| Estonia 2 | Tere Tennisekeskus, Tallinn, Estonia 7 febbraio 2014 cemento indoor (plexipavé) | Tere Tennisekeskus, Tallinn, Estonia 7 febbraio 2014 cemento indoor (plexipavé) | Slovenia 0 |     |     |             |
| \| \| \| \| 1 \| 2 \| 3 \| \| \| - \| \| ------------------------------------------------------------ \| --- \| --- \| --- \| ----------- \| \| 1 \| \| Anett Kontaveit Andreja Klepač \| 5 7 \| 6 3 \| 6 3 \| \| \| 2 \| \| Kaia Kanepi Tadeja Majerič \| 6 2 \| 3 0 \| \| ritiro \| \| 3 \| \| Kaia Kanepi / Anett Kontaveit Polona Hercog / Andreja Klepač \| \| \| \| non giocato \| |                                                                                 |                                                                                 |            |     |     |             |
| |                                                                                 |                                                                                 | 1          | 2   | 3   |             |
| 1 | Estonia (bandiera) · Slovenia (bandiera)                                        | Anett Kontaveit Andreja Klepač                                                  | 5 7        | 6 3 | 6 3 |             |
| 2 | Estonia (bandiera) · Slovenia (bandiera)                                        | Kaia Kanepi Tadeja Majerič                                                      | 6 2        | 3 0 |     | ritiro      |
| 3 | Estonia (bandiera) · Slovenia (bandiera)                                        | Kaia Kanepi / Anett Kontaveit Polona Hercog / Andreja Klepač                    |            |     |     | non giocato |

### Spareggi retrocessione
| Egitto 2 | Tere Tennisekeskus, Tallinn, Estonia 7 febbraio 2014 cemento indoor (plexipavé) | Tere Tennisekeskus, Tallinn, Estonia 7 febbraio 2014 cemento indoor (plexipavé) | Lussemburgo 1 |      |     |  |
| \| \| \| \| 1 \| 2 \| 3 \| \| \| - \| \| ----------------------------------------------------------------- \| ---- \| ---- \| --- \| \| \| 1 \| \| Sandra Samir Eleonora Molinaro \| 7 62 \| 6 2 \| \| \| \| 2 \| \| Ola Abou Zekry Claudine Schaul \| 4 6 \| 7 63 \| 3 6 \| \| \| 3 \| \| Ola Abou Zekry / Sandra Samir Eleonora Molinaro / Claudine Schaul \| 6 3 \| 7 65 \| \| \| |                                                                                 |                                                                                 |               |      |     |  |
| |                                                                                 |                                                                                 | 1             | 2    | 3   |  |
| 1 | Egitto (bandiera) · Lussemburgo (bandiera)                                      | Sandra Samir Eleonora Molinaro                                                  | 7 62          | 6 2  |     |  |
| 2 | Egitto (bandiera) · Lussemburgo (bandiera)                                      | Ola Abou Zekry Claudine Schaul                                                  | 4 6           | 7 63 | 3 6 |  |
| 3 | Egitto (bandiera) · Lussemburgo (bandiera)                                      | Ola Abou Zekry / Sandra Samir Eleonora Molinaro / Claudine Schaul               | 6 3           | 7 65 |     |  |

| Bosnia ed Erzegovina 2 | Tere Tennisekeskus, Tallinn, Estonia 7 febbraio 2014 cemento indoor (plexipavé) | Tere Tennisekeskus, Tallinn, Estonia 7 febbraio 2014 cemento indoor (plexipavé) | Irlanda 1 |     |     |  |
| \| \| \| \| 1 \| 2 \| 3 \| \| \| - \| \| ----------------------------------------------------------- \| --- \| --- \| --- \| \| \| 1 \| \| Jelena Simić Lauren Deegan \| 0 6 \| 2 6 \| \| \| \| 2 \| \| Jasmina Tinjić Amy Bowtell \| 6 2 \| 2 6 \| 7 5 \| \| \| 3 \| \| Anita Husarić / Jasmina Tinjić Julie Byrne / Rachael Dillon \| 6 2 \| 3 6 \| 6 2 \| \| |                                                                                 |                                                                                 |           |     |     |  |
| |                                                                                 |                                                                                 | 1         | 2   | 3   |  |
| 1 | Bosnia ed Erzegovina (bandiera) · Irlanda (bandiera)                            | Jelena Simić Lauren Deegan                                                      | 0 6       | 2 6 |     |  |
| 2 | Bosnia ed Erzegovina (bandiera) · Irlanda (bandiera)                            | Jasmina Tinjić Amy Bowtell                                                      | 6 2       | 2 6 | 7 5 |  |
| 3 | Bosnia ed Erzegovina (bandiera) · Irlanda (bandiera)                            | Anita Husarić / Jasmina Tinjić Julie Byrne / Rachael Dillon                     | 6 2       | 3 6 | 6 2 |  |

### Verdetti
- Estonia e Sudafrica promosse nel Gruppo I.
- Irlanda e Lussemburgo retrocesse nel Gruppo III.

## Gruppo III
- Impianto: Bellevue, Dulcigno, Montenegro (terra)
- Date: 13-18 aprile

Squadre partecipanti
- Algeria
- Angola
- Armenia
- Cipro
- Rep. del Congo
- Danimarca

- Grecia
- Islanda
- Lituania
- Macedonia
- Madagascar
- Mauritius

- Moldavia
- Montenegro
- Namibia
- Norvegia
- Ruanda